# آزمون ضربه شارپی

شماتیک، چیدمان و روابط فیزیکی محاسبه انرژی جذب شده در آزمون ضربه شارپی.

آزمون ضربه شارپی (به انگلیسی: Charpy impact test) یک آزمون استاندارد برای تعیین چقرمگی مواد است. این آزمایش میزان انرژی جذب شده توسط ماده را در حین شکست اندازه‌گیری می‌کند. استاندارد ASTM A370 رویه دقیق و مشخصات نمونه آزمایش را شرح می‌دهد. از آزمون شارپی بیشتر برای آزمایش فلزات استفاده می‌شود. در آزمون شارپی یک نمونه با اندازه ۱۰ در ۱۰ در ۷۵ میلیمتر با یک شیار V-شکل به صورت افقی قرار داده شده و در دو سمت مهار می‌شود. یک وزنه آونگی از ارتفاع معین رها شده و به نمونه ضربه می‌زند تا آن را بشکند. میزان انرژی جذب شده برای شکستن قطعه از روی میزان بالا رفتن وزنه پس از برخورد و مقایسه آن با ارتفاع اولیه آونگ محاسبه می‌شود.

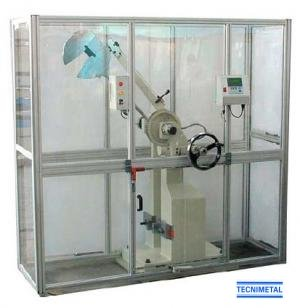
دستگاه آزمون ضربه شارپی که برای محاسبه انرژی جذب شده مواد و مقایسه چقرمگی آنها استفاده می‌شود.

آزمایش‌های ضربه در تعیین دمای گذار شکل‌پذیر-شکننده مواد بسیار مفید هستند. بیشتر مواد فلزی با کاهش دما، از حالت شکل‌پذیر به حالت شکننده تغییر می‌کنند. این دمای گذار، دمای گذار شکل‌پذیر به شکننده نامیده می‌شود و یک پارامتر مهم طراحی است. موادی که مقاومت در برابر ضربه بالایی دارند عموماً دارای استحکام بالا، شکل‌پذیری بالا و در نتیجه چقرمگی بالا هستند. معمولاً از عملیات حرارتی تمپرینگ برای افزایش چقرمگی فولادها استفاده می‌شود.
آزمون ضربه ایزود نیز تقریباً مشابه آزمون ضربه شارپی است، با این تفاوت که نمونه به صورت یکسر درگیر و عمودی قرار داده می‌شود.

## آماده‌سازی و انجام آزمون
نمونه‌های آزمایشی در آزمون‌های ضربه باید با دقت هندسی بالایی آماده شوند تا از نتایج ثابت و قابل تکرار اطمینان حاصل شود. پروفیل شیار بسیار حیاتی است، زیرا این آزمایش انرژی لازم برای شروع و انتشار شکست را اندازه‌گیری می‌کند.
در استفاده از داده‌های ضربه برای اهداف طراحی باید احتیاط کرد. نتایج آزمایش فقط برای نمونه‌های استاندارد که تحت شرایط آزمایشی بسیار خاص قرار گرفته‌اند معتبر است. تغییرات در شکل شکاف، تغییرات جزئی در هندسه کلی نمونه، یا سرعت بارگذاری سریع‌تر یا کندتر (سرعت آونگ) همگی می‌توانند تغییرات قابل توجهی در نتایج آزمایش ایجاد کنند. بسیاری از مواد انعطاف‌پذیر، در شرایط شیارهای نوک تیز، نمونه‌های عریض و بارگذاری سریع، قابلیت جذب انرژی خود را از دست می‌دهند و به شکل ترد می‌شکنند. (به عنوان مثال، آزمایش‌های ضربه استاندارد نباید برای ارزیابی مواد مورد استفاده در ساخت جلیقه ضدگلوله استفاده شود، زیرا سرعت‌های بارگذاری در آنها بسیار متفاوت است).
با این حال، نتایج آزمایش‌های استاندارد می‌تواند در ارزیابی حساسیت یک ماده به شکاف‌ها و تنش‌های چند محوری که در اطراف یک بریدگی وجود دارد، بسیار ارزشمند باشد. موادی که خواص مکانیکی آنها با هندسه شیار تغییر می‌کند، حساس به شیار (notch-sensitive) نامیده می‌شوند. در قطعاتی که با چنین موادی ساخته می‌شوند برای داشتن عملکرد رضایت بخش، یک سطح صاف و بدون خط و خش مورد نیاز است. از موادی که به شیار حساس نیستند اغلب می‌توان برای ساخت قطعات ریخته‌گری و ماشین‌کاری ناصاف استفاده کرد، بدون اینکه خطر خرابی زودرس آنها را تهدید کند.
آزمون ضربه را می‌توان در دماهای مختلف انجام داد. ارزیابی چگونگی تغییر مقاومت در برابر شکست یا چقرمگی با دما، مانند انتقال شکل‌پذیر به شکننده، می‌تواند برای موفقیت در انتخاب مواد مهندسی برای کاربردهای دمای پایین بسیار مهم باشد.